# 莫納什
46°9′43″N 30°3′13″E / 46.16194°N 30.05361°E

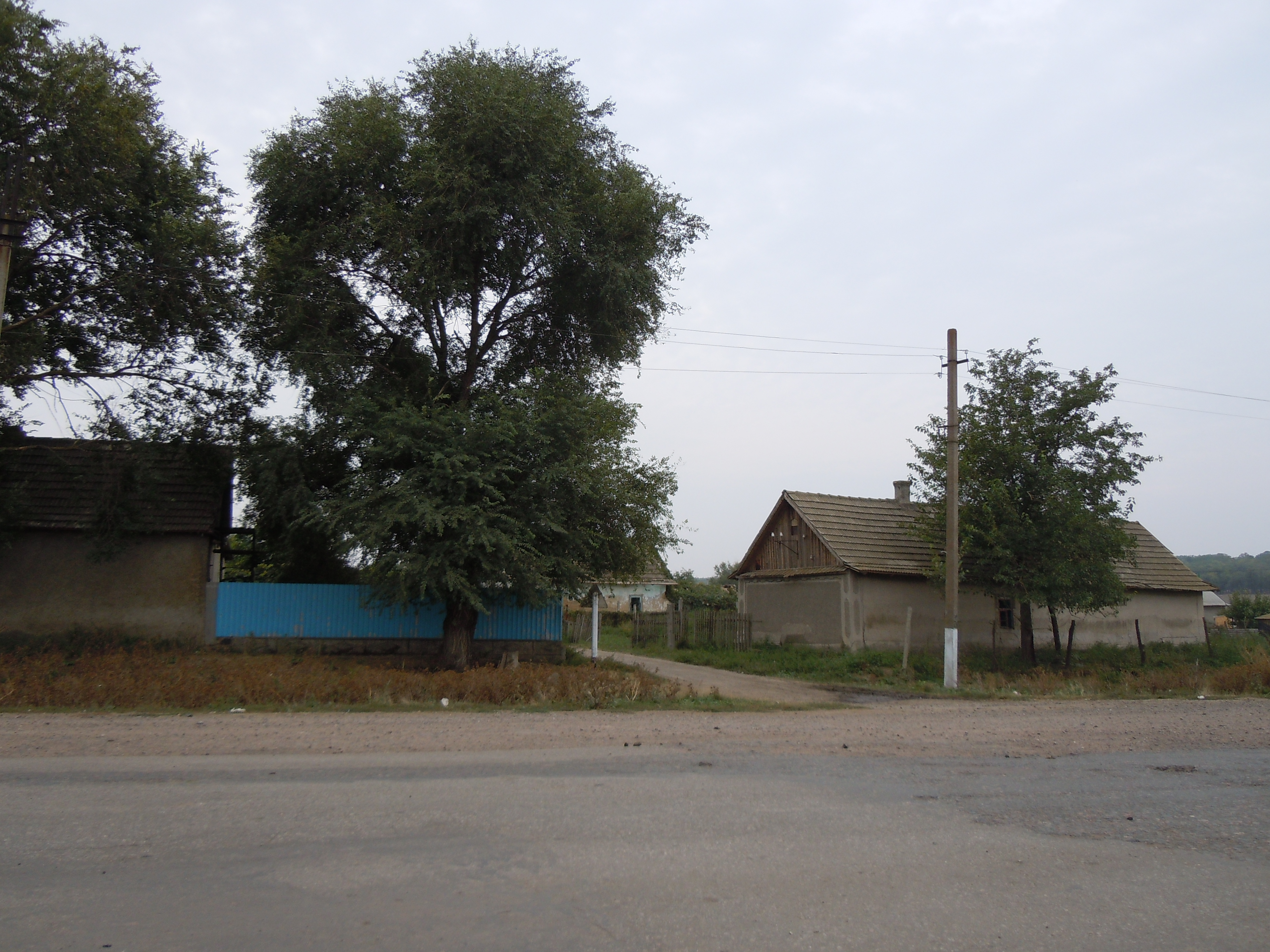

莫納希（烏克蘭語：Монаші）是位於烏克蘭西南部的村莊，由敖德萨州裡比爾霍羅德-德涅斯特羅夫斯基區的馬拉茲利伊夫卡市鎮負責管轄。該村始建於1824年，面積1.93平方公里，2001年人口862，人口密度每平方公里446.63人。